# Schlager.de
Schlager.de ist ein deutsches Online-Musikportal, das tagesaktuell über den Bereich Schlagermusik berichtet und innerhalb weniger Jahre zum größten Schlagerportal heranwuchs. Betrieben wird die Website seit Januar 2024 von der FUNKE Digital GmbH. Bis dahin war die Deutsche Medienportale GmbH, und mit ihr der Gründer und Geschäftsführer Gregor Nebel, Betreiber der Seite.

## Unternehmen
Das Portal ging im Jahr 2001 online und wurde von Gregor Nebel, dem Sohn der bekannten deutschen Fernseh-Moderatorin Carmen Nebel geleitet. Neben redaktionellen Inhalten bediente sich das Portal anfangs größtenteils User-generated content, also Inhalten, die durch Leserreporter erstellt und auf dem Portal veröffentlicht werden können (25 Leserreporter, Stand: Oktober 2020). Durch diese Form der Mitgestaltungsmöglichkeit versuchen Online-Portale, ihre Nutzer enger an sich zu binden und mehr Informationstiefe bei niedrigeren Kosten zu generieren. Durch die enge Verbindung zu Künstlern und deren Managements konnte sich das Portal oft exklusive Stories sichern, so dass es damit zu einem „Insider“ der Schlagerbranche wurde.
Im November 2021 zählte Schlager.de mit 25 Mio. Page Impressions den bisherigen Reichweitenrekord. Von der IVW (Informationsgemeinschaft zur Feststellung der Verbreitung von Werbeträgern) wurde das Portal sogar in den „Top 25 Newsportalen in Deutschland“ gelistet. Seit dem 16. Dezember 2021 verfügt Schlager.de über eine eigene App.
Im Januar 2024 wurde das Portal von der FUNKE Digital GmbH gekauft. CEO Gregor Nebel bleibt weiterhin als Berater dort tätig.

## Marktposition und Ausrichtung
Das Portal zählt zu den meistfrequentierten Online-Medien im Bereich Schlager. Schlager.de berichtet täglich mit Text- und Bewegtbildinhalten über Ereignisse in der Schlagerbranche. Darüber hinaus werden verschiedene weitere Formate, wie z. B. Tageshoroskope, Gewinnspiele, Rätsel, Votings und ein Künstlerlexikon, angeboten. Auch die exklusive digitale Veröffentlichung der offiziellen deutschen Schlagercharts, die von der Gesellschaft für Konsumforschung wöchentlich erhoben werden, zählt dazu. Mit der Videoreihe „Der Prinz trifft“ produziert das Portal eine Interviewreihe, in der der Künstler Chris Prinz verschiedene Schlagerkünstler (z. B. Beatrice Egli, Roland Kaiser, u. w.) zum Gespräch begrüßt. Ein überwiegender Großteil der veröffentlichten Nachrichten wird in Zusammenarbeit mit verschiedenen Tonträgerunternehmen erstellt, die das Medium als Kommunikationskanal nutzen, um über neue Produkte oder Künstler zu informieren.
Seit April 2025 bietet Schlager.de außerdem eine Community App für Android und iOS an. Neben News, Voting gibt es dort vor allem auch Gewinnspiele und Quizes sowie umfangreiche Community-Funktionen wie liken, kommentieren und chatten.

## Kooperationen
Das Unternehmen arbeitet mit dem Konzertveranstalter Manfred Hertlein Veranstaltungs GmbH, dem Weltbild-Verlag, Gute Laune TV und FUNKE Digital, einer Tochter der Funke Mediengruppe, zusammen.
Darüber hinaus arbeitete Schlager.de auch mit der GfK Entertainment zusammen, dadurch wurden sie zum offiziellen Partner hinsichtlich der Publizierung der Schlagercharts. Das Unternehmen veröffentlicht von Juli 2015 bis Oktober 2022 jeden Freitag die aktuelle Chartliste auf ihrer Homepage. Im März 2017 wurde bekannt, dass Schlager.de und die Bauer Media Group umfangreich miteinander kooperieren und gemeinsam am Aufbau der größten Schlagerplattform in den D-A-CH-Staaten arbeiten.
Im Januar 2020 startete Schlager.de ein gleichnamiges Radioprogramm. „Radio Schlager.de“ ist ein Gemeinschaftsprojekt des Portals mit Radio Schlagerparadies. Im Oktober 2021 wurde bekannt, dass die DTMP (Deutsche Medienportale GmbH) die österreichische Zeitschrift Stadlpost aufkaufte, die laut eigenen Angaben über eine Auflage von 50.000 Exemplaren verfügt und fortan an die schlager.de-Redaktion angeknüpft ist.

## Auszeichnungen
Seit 2014 vergibt das Portal jährlich einen Publikumspreis – den „SchlagerStar“-Award. Der Gewinner dieser Auszeichnung wird durch ein User-Voting auf dem Portal ermittelt und wurde 2015 im Rahmen des Smago!-Awards verliehen. Sowohl 2014 als auch 2015 ging der Preis an den Schlagerkünstler und Musicaldarsteller Ross Antony. Im Jahr 2016 wurde Andrea Berg mit dem Preis ausgezeichnet. Durch die direkt vom Fan vergebene Stimme zählt der Award mittlerweile innerhalb der Schlager-Branche zu einer relevanten Messgröße für die aktuelle Popularität der Schlager-Künstler bei ihren Hörern und Fans.
Seit 2017 verleiht das Portal gemeinsam mit der Zeitschrift Neue Post (Bauer Media Group) die Auszeichnung „Mein Star des Jahres“, die zu den größten Publikumspreisen der deutschen Musikindustrie zählt.
Schlager.de-Jahresvoting
- 2018:[22]

| - - Beste Sängerin: - Platz 1: Ella Endlich (8.768 Stimmen) - Platz 2: Helene Fischer (6.405 Stimmen) - Platz 3: Andrea Berg (5.747 Stimmen) - - Bester Sänger: - Platz 1: Ross Antony (8.556 Stimmen) - Platz 2: Ben Zucker (5.008 Stimmen) - Platz 3: Thomas Anders (4.146 Stimmen) - - Beste Band: - Platz 1: Neon (16.711 Stimmen) - Platz 2: Feuerherz (5.923 Stimmen) - Platz 3: Nockalm Quintett (4.119 Stimmen) - - Beste Tournee: - Platz 1: Helene Fischer mit Stadiontour 2018 (5.714 Stimmen) - Platz 2: Ben Zucker mit Na und?!"-Tour (3.514 Stimmen) - Platz 3: Vincent Gross mit Möwengold-Tour (3.133 Stimmen) | - - Bester Hit: - Platz 1: Florian Silbereisen & Thomas Anders mit Sie sagte doch sie liebt mich (5.357 Stimmen) - Platz 2: Kerstin Ott mit Regenbogenfarben (3.942 Stimmen) - Platz 3: Christian Lais mit Das Leben ist live (3.365 Stimmen) - - Bestes Video: - Platz 1: Feuerherz mit In meinen Träumen ist die Hölle los (6.218 Stimmen) - Platz 2: Florian Silbereisen & Thomas Anders mit Sie sagte doch sie liebt mich (6.057 Stimmen) - Platz 3: Helene Fischer mit Despacito (4.095 Stimmen) - - Bester Partyact: - Platz 1: Mickie Krause (2.080 Stimmen) - Platz 2: Die Draufgänger (1.658 Stimmen) - Platz 3: Jürgen Drews (1.087 Stimmen) - - Bester Newcomer: - Platz 1: Marie Wegener (22.474 Stimmen) - Platz 2: Noel Terhorst (12.116 Stimmen) - Platz 3: Lichtblick (4.213 Stimmen) |

- 2019 (960.000 Stimmen):[23]

| - - Beste Sängerin: - Platz 1: Kerstin Ott (34.262 Stimmen) - Platz 2: Helene Fischer (18.943 Stimmen) - Platz 3: Andrea Berg (13.194 Stimmen) - - Bester Sänger: - Platz 1: Ross Antony (107.000 Stimmen) - Platz 2: Ben Zucker (102.581 Stimmen) - Platz 3: Vincent Gross (31.428 Stimmen) - - Beste Band: - Platz 1: Nockis (55.265 Stimmen) - Platz 2: Neon (38.404 Stimmen) - Platz 3: Anita & Alexandra Hofmann (22.491 Stimmen) - - Beste Tournee: - Platz 1: Ben Zucker mit Arena Tournee 2019 (70.428 Stimmen) - Platz 2: Andreas Gabalier mit Stadion-Tour (12.053 Stimmen) - Platz 3: Andrea Berg mit Mosaik Live-Tour (9.361 Stimmen) | - - Bester Hit: - Platz 1: Ben Zucker mit Wer sagt das?! (87.597 Stimmen) - Platz 2: Pietro Lombardi & Giovanni Zarrella mit Senza te (Ohne Dich) (58.504 Stimmen) - Platz 3: Florian Silbereisen & Thomas Anders mit Sie hat es wieder getan (7.825 Stimmen) - - Bestes Video: - Platz 1: Pietro Lombardi & Giovanni Zarrella mit Senza te (Ohne Dich) (26.668 Stimmen) - Platz 2: Kerstin Ott mit Alles so wie immer (25.256 Stimmen) - Platz 3: Andreas Gabalier feat. Arnold Schwarzenegger mit Pump It Up (The Motivation Song) (8.290 Stimmen) - - Bester Partyact: - Platz 1: Die Draufgänger (6.398 Stimmen) - Platz 2: Jürgen Drews (5.563 Stimmen) - Platz 3: Mia Julia (2.270 Stimmen) - - Bester Newcomer: - Platz 1: Giovanni Zarrella (18.196 Stimmen) - Platz 2: Lena Laval (8.988 Stimmen) - Platz 3: Bonitaz (8.115 Stimmen) |

- 2020 (1.000.000+ Stimmen):[24]

| - - Beste Sängerin: - Platz 1: Beatrice Egli (37.667 Stimmen) - Platz 2: Kerstin Ott (30.110 Stimmen) - Platz 3: Andrea Berg (21.320 Stimmen) - - Bester Sänger: - Platz 1: Eloy de Jong (59.610 Stimmen) - Platz 2: Ben Zucker (43.899 Stimmen) - Platz 3: Vincent Gross (22.125 Stimmen) - - Beste Band: - Platz 1: Neon (30.481 Stimmen) - Platz 2: Florian Silbereisen & Thomas Anders (14.922 Stimmen) - Platz 3: voXXclub (11.310 Stimmen) - - Bester Kultstar: - Platz 1: Vicky Leandros (24.840 Stimmen) - Platz 2: Heintje (21.344 Stimmen) - Platz 3: Frank Schöbel (15.492 Stimmen) | - - Bester Hit: - Platz 1: Ramon Roselly mit Eine Nacht (67.233 Stimmen) - Platz 2: Ben & Sarah Zucker mit Ca va ca va (33.500 Stimmen) - Platz 3: Vincent Gross mit Über uns die Sonne (20.808 Stimmen) - - Bestes Video: - Platz 1: Ben Zucker mit Sommer der nie geht (36.780 Stimmen) - Platz 2: Neon mit Phantombild (29.4480 Stimmen) - Platz 3: Beatrice Egli mit Bunt (21.371 Stimmen) - - Bester Partyact: - Platz 1: Stereoact (14.641 Stimmen) - Platz 2: Die Draufgänger (12.831 Stimmen) - Platz 3: DJ Ötzi (3801 Stimmen) - - Bester Newcomer: - Platz 1: Ramon Roselly (76.943 Stimmen) - Platz 2: Thomas Julian (52.059 Stimmen) - Platz 3: Louis Pawellek (37.784 Stimmen) |

## Veranstaltungen
Am 28. Oktober 2017 trat das Online-Musikportal erstmals als Konzertveranstalter auf und organisierte das Schlager.de-Partyboot in Köln auf dem Rhein. Am 15. September 2018 folgte die Schlager.de-Partynacht der Stars in der Messe Niederrhein in Rheinberg. Mit dabei waren unter anderem Beatrice Egli, Fantasy, Maite Kelly und Vincent Gross. Am 1. September 2019 organisierte Schlager.de gemeinsam mit der Manfred Hertlein Veranstaltungs GmbH einen Tanztee, den Schlager.de-Tanztee. Austragungsort war die Essener Grugahalle.